# Bodianus dictynna

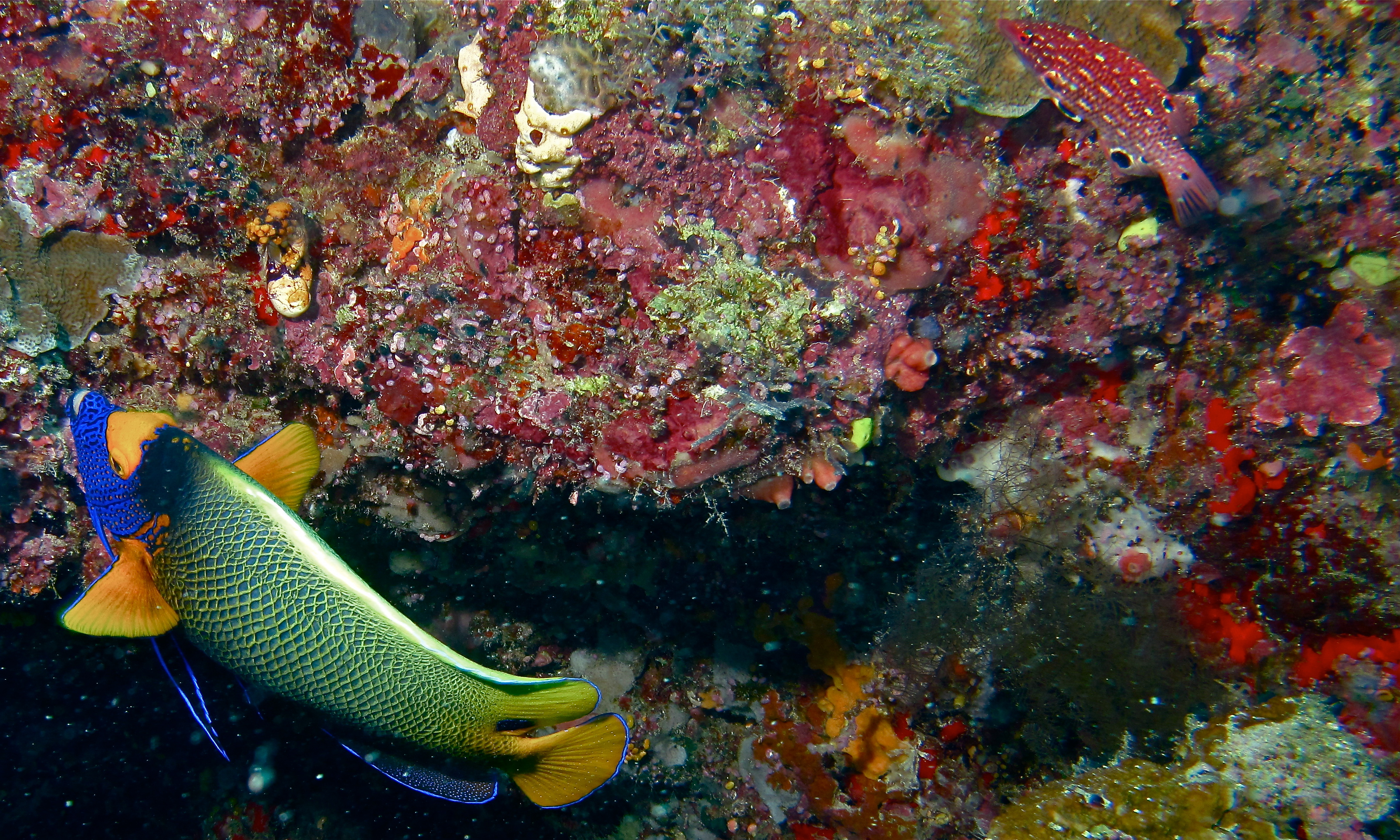
Esemplare giovanile (destra, in alto) e Pomacanthus xanthometopon (sinistra)

Bodianus dictynna Gomon, 2006 è un pesce di acqua salata appartenente alla famiglia Labridae.

## Etimologia
Il suo nome deriva da Dictynna, altro nome di Diana, che sottolinea la sua somiglianza con il congenere di dimensioni maggiori, B. diana. B. dictynna, B. diana e il simile B. prognathus sono infatti specie allopatriche.

## Distribuzione e habitat
Proviene dalle barriere coralline dell'ovest dell'oceano Pacifico; è stato localizzato in Malaysia, lungo le coste di Giappone, Tonga e Australia. Vive nelle zone ricche di coralli ad una profondità di 5 - 100 m, anche se solitamente si trova più vicino alla superficie, e nuota tra i 9 ed i 30 m.

## Descrizione
Presenta un corpo compresso lateralmente, allungato, che non supera i 14,4 cm. La testa ha un profilo appuntito, ma non quanto quella di B. prognathus. La pinna caudale non è biforcuta.
La livrea cambia nel corso della vita del pesce: gli esemplari giovanili sono marroni o rossi scuri con molte macchie bianche, le quali sono generalmente di dimensioni maggiori che nel simile B. diana. Gli adulti sono quasi uniformemente rossi sul dorso, con l'eccezione di delle piccole macchie gialle pallide; i fianchi tendono al giallastro, la testa al viola. Presentano molte piccole macchie nere tra il termine della pinna dorsale e il peduncolo caudale. Macchie dello stesso colore ma di dimensioni maggiori si trovano alla base della pinna caudale, sulle pinne pelviche e sulla pinna anale.

## Biologia

### Alimentazione
Gli esemplari più giovani hanno l'abitudine di pulire altri pesci più grossi nutrendosi dei loro parassiti esterni; ha una dieta composta principalmente da molluschi e crostacei.

### Riproduzione
È oviparo e la fecondazione è esterna; non ci sono cure nei confronti delle uova.

## Conservazione
È una specie diffusa in diverse aree marine protette, che non è minacciata da particolari pericoli, ma potrebbe esserlo se il degrado del suo habitat prosegue. I giovani sono occasionalmente catturati per l'acquariofilia. È comunque classificata come "a rischio minimo" (LC) dalla lista rossa IUCN perché è comune e ha un areale esteso.